# Мопс Фрэнк
Мопс Фрэнк — вымышленный персонаж франшизы «Люди в чёрном», впервые появившийся в фильме 1997 года. Он также появился в сиквеле 2002 года, спин-оффе 2019 года, мультсериале и видеоигре MIB: Alien Crisis . В фильмах Фрэнк выглядит как обычный мопс, но на самом деле он замаскированный инопланетянин (ремулианец). Фрэнка воспитывал Тед Брак, который обучал его всем актёрским ролям. В первых двух фильмах Фрэнка играет дрессированный мопс по кличке Мушу, а Тим Блейни озвучивает его в фильмах и видеоигре. В мультсериале голос озвучивает Эдди Барт.

## Люди в чёрном
В первом фильме мопс Фрэнк появляется в маленьком киоске рядом со странным человеком, продающим ключи. Его первая фраза произносится, когда Джей (который знает только, что он здесь, чтобы встретить замаскированного инопланетянина) говорит: «Теперь это худшая маскировка на свете», имея в виду этого человека. Фрэнк отвечает: «Если тебе это не нравится, поцелуй мой зад!» Агент Джей потрясен, обнаружив, что инопланетянин — это Фрэнк. В фильме Фрэнк действует как информант ЛВЧ, предоставляя агенту К информацию о «галактике», на которую ссылаются аркиллианцы. Фрэнк показывает, что галактика находится на Земле и является огромным источником энергии, который может уничтожить аркиллианцев, если их враги, жуки, найдут его. Франк также указывает, что люди должны научиться понимать понятие масштаба во Вселенной; то есть очень важное и большое может быть очень маленьким.

## Люди в чёрном: Мультсериал
Фрэнк появился в нескольких эпизодах «Людей в чёрном: сериал» практически в той же роли, что и в первом фильме. Человек в киоске отличается от человека в первом фильме, поскольку он оказывается роботом, в котором Фрэнк нажимает кнопку, чтобы заставить его говорить («Сделайте это быстро, мы закрываемся здесь!»). применимо к тому, что из первого фильма, так как он, кажется, не так много двигается. Как ни странно, настоящая инопланетная форма Фрэнка все ещё напоминает мопса, хотя и с темно-зеленым цветом, усиками и трехконечным хвостом; однако сериал обычно не считается каноном из-за выхода Men in Black II . Фрэнк часто осуждает свой иск; В конце концов Фрэнк заменил его на аналогичный костюм с небольшими косметическими отличиями. Сериал также показал, что Фрэнк когда-то был сокамерником психически неуравновешенного Дрекка.

## Люди в чёрном 2
Во втором фильме Фрэнку досталась более важная роль, потому что режиссёру Барри Зонненфельду понравилась его игра в первой части. Здесь мопс является полноценным агентом. Его впервые можно увидеть доставки паспортов в офис Зэда. Зэд говорит с Джеем про убийство, которое от него хочет и про агента Ти (Патрика Уорбертона), но Джей сообщает, что стёр тому память. Вследствие Фрэнк добровольно становится напарником Джея. Агент Эф (Мопс Фрэнк), уже носящий чёрный костюм, вскоре становится неприятностью для Джея, ибо не думает, что ему нужен напарник и никогда не перестаёт болтать . Фрэнк поёт несколько строк песни «I Will Survive», исполненной Глорией Гейнор во время езды с напарником к сцене преступления (Тим Блэйни поёт песню в виде Фрэнка) . Когда пара агентов прибывает, он замечает костюм, который носил уже мёртвый пришелец и говорит «Хэй, Джей, 0 процентов жировой ткани». После разговора напарника со свидетелем, Агент Эф лает под песню «Who Let the Dogs Out?» до того, как Джей это прерывает. Позже Фрэнк и Джей отправляются в центральный парк исследовать корабль.
Когда один из его коллег-агентов смеялся над тем, что Фрэнк стал новым партнером Джея, Фрэнк напал на агента (подразумевается, что он был в паху). Когда агента Кея отправляют на деневрализацию, Фрэнк уходит с поста партнера агента J, но становится личным помощником шефа Зеда, отчасти потому, что эта работа предлагает лучший стоматолог. Он общается с J о ситуации в ЛВЧ, находясь в ловушке на базе, но его находит Серлина, которая имитирует его голос, чтобы попытаться поймать Кея и Джея. В своей предпоследней сцене фильма он идентифицирует себя как ремулианца. В конце фильма он говорит «Вау» после того, как агент Кей показал ему и Джею, что Земля и человечество хранятся в шкафчике на космической станции пришельцев, созданной по образцу Центрального вокзала .
Фрэнк также появляется в рекламном музыкальном клипе фильма «Black Suits Comin' (Nod Ya Head)», в котором он буквально отключает выступление Уилла Смита .

## MIB: Alien Crisis
Мопс Фрэнк фигурирует как персонаж и появляется на обложке видеоигры MIB: Alien Crisis . Поскольку J и K пропали без вести, Фрэнк работает с агентом C, который недавно перешел на полевые работы из администрации, чтобы проявить себя, и новым заместителем Людей в чёрном, агентом P, вором произведений искусства, которого завербовали после того, как он продемонстрировал исключительные навыки в борьбе с засадой пришельцев, чтобы не допустить втягивания Земли в гражданскую войну.

## Люди в чёрном 3
Фрэнк не появляется лично в третьем фильме, но его можно увидеть на фотографии в комнате агента J. Кроме того, когда Джея останавливают два полицейских в 1969 году, Фрэнк появляется на рекламном щите Кони-Айленда, где он рекламируется как «Невероятный говорящий мопс». Фрэнк был исключен из фильма, потому что собака Мушу умерла, но он появляется в игре приложения «Люди в чёрном III» как агент F и служит партнером игрока.

## Люди в чёрном: Интернэшнл
Мопс Фрэнк возвращается в эпизодической роли в фильме Люди в чёрном: Интернэшнл, охраняя вход в штаб-квартиру MIB в Нью-Йорке. Он выбирает Молли Райт (Тесса Томпсон), которая выдает себя за агента MIB, и пропускает её в штаб-квартиру, прежде чем сообщить о вторжении.